# Samuel Curtis Johnson Graduate School of Management
Samuel Curtis Johnson Graduate School of Management är den företagsekonomiska fakulteten på Cornell University, beläget i Ithaca, delstaten New York. Fakulteten grundades år 1946. 1984 döptes fakulteten om till dagens namn efter att familjen till Samuel Curtis Johnson, grundare av SC Johnson & Son, donerat $20 miljoner till skolan i hans ära. 
Sage Hall är skolans huvudbyggnad och Johnson School består av 59 heltidsanställda fakultetsmedlemmar. Det finns cirka 600 Master of Business Administration (MBA) heltidsstuderande samt accelererade MBA-program och ca 375 executive MBA-studerande. Skolan har över 11 000 alumner och publicerar den akademiska tidskriften Administrative Science Quarterly.